# Betamorpha acuticoxalis
Betamorpha acuticoxalis is een pissebed uit de familie Munnopsidae. De wetenschappelijke naam van de soort is voor het eerst geldig gepubliceerd in 1963 door Birstein.